# Parrocchia di Tangipahoa
La parrocchia di Tangipahoa (in inglese Tangipahoa Parish) è una parrocchia dello Stato della Louisiana, negli Stati Uniti.
La popolazione al censimento del 2000 era di 100 588 abitanti. Il capoluogo è Amite.
La parrocchia (in Louisiana le parrocchie costituiscono un livello amministrativo equivalente a quello delle contee degli altri stati degli USA) fu creata nel 1868.

## Città
| - Amite - Baptist - Hammond - Independence | - Kentwood - Loranger - Manchac | - Natalbany - Ponchatoula - Robert | - Roseland - Tangipahoa - Tickfaw |